# Teatr Lalki i Aktora „Kubuś”

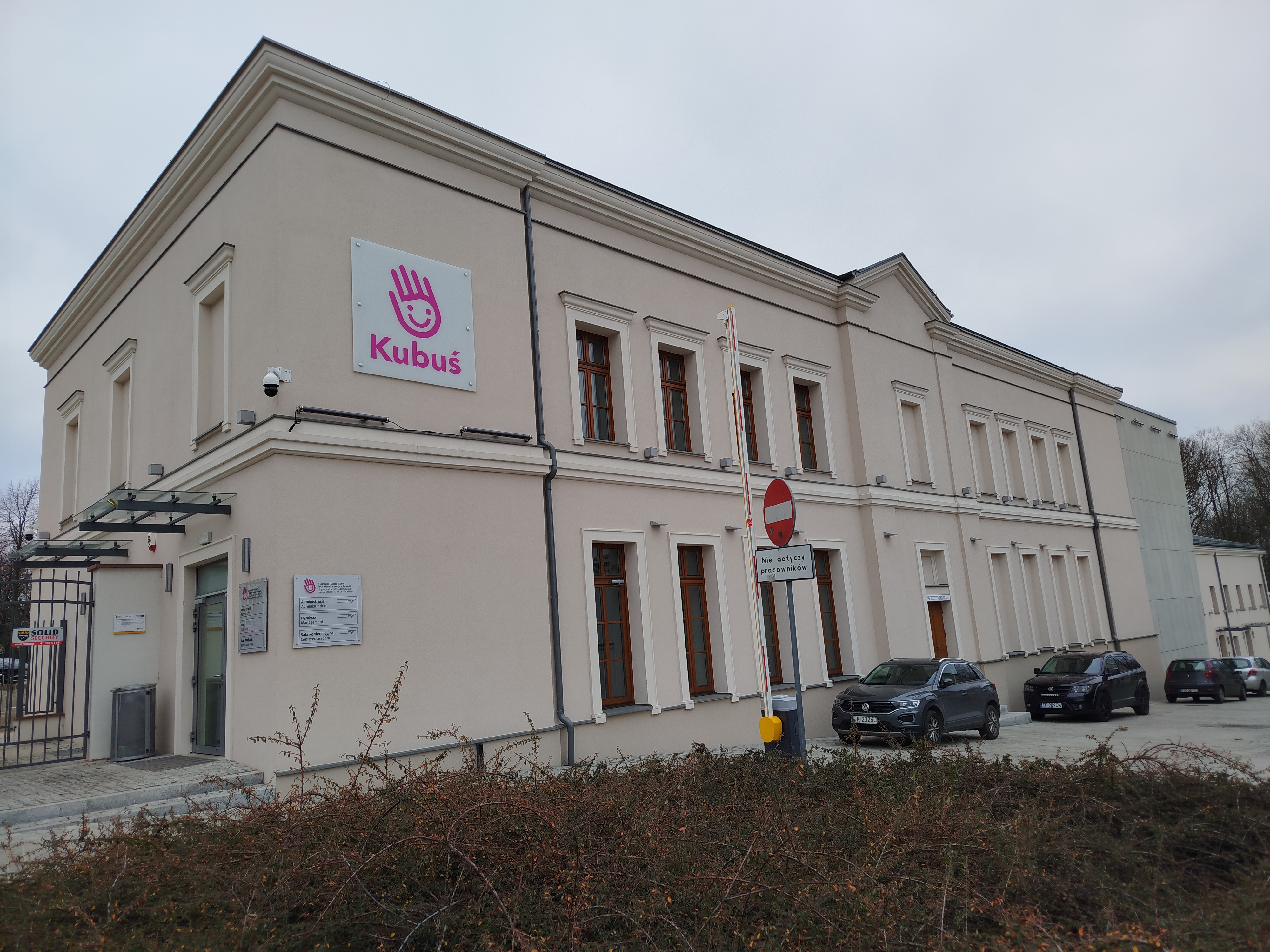
Nowa (od sierpnia 2024 roku) siedziba teatru przy ulicy Zamkowej, 1

Teatr Lalki i Aktora „Kubuś” w Kielcach imienia Stefana Karskiego – jedyny w województwie świętokrzyskim profesjonalny teatr lalkowy. W repertuarze ma głównie przedstawienia dla dzieci, ale funkcjonuje w nim także Scena dla Młodzieży i Dorosłych.

## Historia teatru

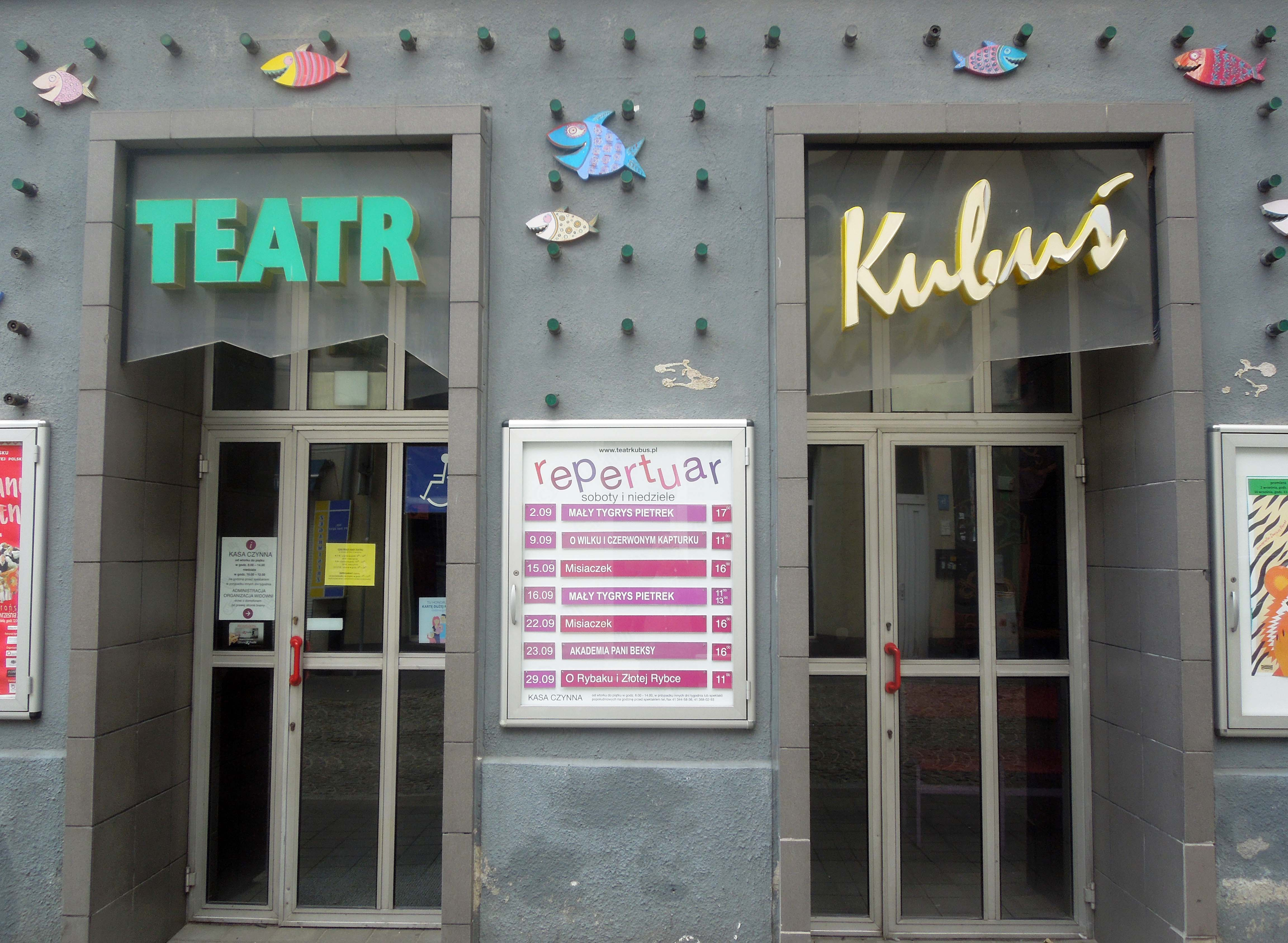
Wejście do starej (przed sierpniem 2024 roku) siedziby teatru przy ulicy Dużej, 9

„Kubuś” został utworzony w 1955 r. z inicjatywy Stefana Karskiego pod nazwą Objazdowy Teatr Lalek i Aktora "Kubuś”. Nazwa nawiązywała do jedynego wozu pancernego w powstaniu warszawskim. Przez pierwsze dziesięć lat swojego istnienia teatr nie miał własnej siedziby, dopiero w roku 1965 przyznano mu kilka pomieszczeń na biuro, pracownię i próby. Za czasów wczesnego socjalizmu „Kubuś” stanowił jedną z nielicznych instytucji kulturalnych docierających do mniejszych miejscowości ówczesnego województwa kieleckiego. Od 1981 roku nastąpił dynamiczny rozwój teatru. Prace remontowe w jego siedzibie trwały aż do 1992 roku, kiedy to zakończono budowę widowni na ulicy Dużej 9, w budynku dawnego Hotelu Europejskiego.
W 2021 teatr otrzymał Złoty Medal „Zasłużony Kulturze Gloria Artis” oraz Odznakę Honorową Województwa Świętokrzyskiego.
30 sierpnia 2024 roku premierą "Celestyny" Fernanda de Rojasa w reżyserii dyrektora teatru Piotra-Bogusława Jędrzejczaka zainaugurowano działalność w nowej siedzibie przy ulicy Zamkowej 1. W zmodernizowanych i przystosowanych do potrzeb teatru budynkach dawnej kuźni i wozowni funkcjonują dwie sceny.